# Чэнь Шиюань
Чэнь Шиюань (кит. трад. 陳詩園, упр. 陈诗园, пиньинь Chén Shīyuán; род. 7 февраля 1981 года, Тайбэй, Тайвань) — тайваньский стрелок из лука, член национальной сборной Тайваня на Олимпийских играх 2004 и 2008 годов. Серебряный призёр Олимпийских игр 2004 года в Афинах в командном первенстве.

## Образование
Обучался в Спортивно-техническом институте Тайваньского национального спортивного университета.

## Спортивная карьера
На проходивших в Пусане летних Азиатских играх 2002 года завоевал серебряную медаль в командном первенстве. В личных соревнованиях выступил лучше остальных спортсменов своей страны, уступив в 1/8 финала только будущему серебряному призёру Юдзи Намано.
В 2003 году на Чемпионате Азии по стрельбе из лука (Янгон) занял в итоге 4-е место как в личных соревнованиях, так и в командном первенстве. В том же году стал 7-м в личном первенстве и в команде на Чемпионате мира по стрельбе из лука. На американских открытых соревнованиях по стрельбе из лука стал чемпионом.
В 2006 году в Дохе смог повторно завоевать серебряную медаль Азиатских игр в командном первенстве. В личном первенстве опять не смог пройти дальше 1/8 финала, уступив в перестрелке сопернику из Индонезии Рахмату Сулистявану.
В Бали на Чемпионате Азии по стрельбе из лука в командном первенстве завоевал бронзовую медаль.
На Азиатских играх 2010 года в Гуанчжоу не смог пройти квалификационный раунд в личном первенстве, а с командой уступили в полуфинале и матче за третье место соответственно сборным КНР и Индии.

### Олимпийские игры 2004 года
В личном первенстве смог успешно выступить в квалификационном раунде, заняв 10-е место и набрав 663 очка. В отборочном турнире победив Джеффа Хенкельса, Явора Христова и Бальжинима Цыремпилова, уступил в четвертьфинале сопернику из сборной Великобритании Лоуренсу Годфри. По итогам соревнований Чэнь Шиюань занял 7-е место.

В составе сборной принял участие в командном первенстве. Выиграв в четвертьфинале и полуфинале у сборных Австралии и США соответственно, уступили в финальном матче только спортсменам из Южной Кореи.

### Олимпийские игры 2008 года
В квалификационном раунде личного первенства занял 38-е место, набрав 654 очка. В отборочном турнире после победы в первом раунде над спортсменом из Малайзии Мухаммадом Марбави уступил во втором раунде российскому спортсмену Бальжинима Цыремпилову.

В командном первенстве, победив в первом раунде сборную США, в четвертьфинале уступили сборной Украины.